# Jiang Yi-huah

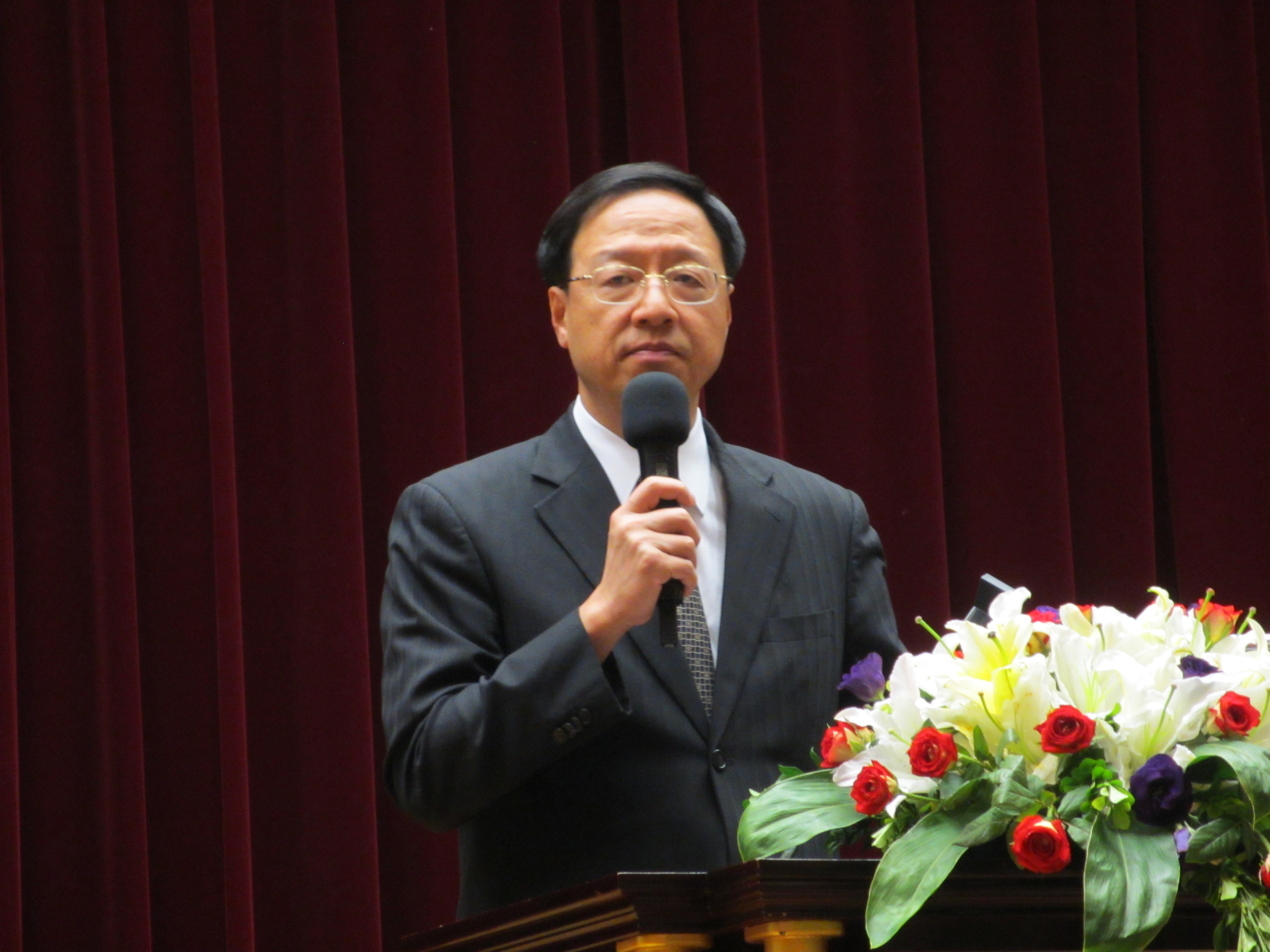
Jiang Yi-huah

Jiang Yi-huah (chinesisch 江宜樺, Pinyin Jiāng Yíhuà; * 18. November 1960 in Keelung, Republik China (Taiwan)) ist ein taiwanischer Politiker der Kuomintang und war vom 18. Februar 2013 bis zum 3. Dezember 2014 Premierminister der Republik China auf Taiwan.

## Akademische Karriere
Er promovierte im Fach Politikwissenschaften an der Yale University. Danach war er von 1993 bis 1993 als Forscher an der Academia Sinica und von 1995 bis 2012 als Professor für Politikwissenschaften an der Nationaluniversität Taiwan tätig.

## Politische Karriere
Am 20. Mai 2008 wurde Jiang von Präsident Ma Ying-jeou in das Prüfungskomitee für Forschung und Entwicklung berufen. Am 10. September 2009 wurde er zum taiwanischen Innenminister ernannt und am 6. Februar 2012 zum stellvertretenden Premierminister. Ab dem 18. Februar 2013 war er Vorsitzender des Exekutiv-Yuan und damit Premierminister der Republik China. Im März 2014 geriet Jiang während der Sonnenblumen-Bewegung aufgrund der von ihm angeordneten gewaltsamen Räumung des von Demonstranten besetzten Exekutiv-Yuans in die Kritik. Nach deutlichen Niederlagen der Kuomintang bei den taiwanischen Kommunalwahlen am 29. November 2014 kündigte er seinen Rücktritt vom Amt des Premierministers an.